# Gennadi Sosonko
Gennadi Sosonko (* 18. května 1943, Troick, Sovětský svaz) je nizozemský šachový velmistr. Svůj první velký úspěch zaznamenal v roce 1958, když vyhrál juniorské mistrovství Leningradu.
Ze Sovětského svazu se do Nizozemska dokázal dostat přes Izrael, přičemž jeho útěk byl představiteli sovětského šachu velice kritizován.
V letech 1973 a 1978 vyhrál nizozemské mistrovství, mezi jeho další úspěchy patří 1. místa na turnajích ve Wijk aan Zee (1977, 1981) a Nijmegenu (1978). Mimo to dále dokázal vyhrát dvě týmové (1976, 1988) a dvě individuální (1974, 1976) na šachových olympiádách.
V posledních letech se věnuje především spisovatelské činnosti.